# Remuna
Remuna es una ciudad y  comité de área notificada situada en el distrito de Balasore en el estado de Odisha (India). Su población es de 33378 habitantes (2011). Se encuentra a 5 km de Balasore, y a  200 km de Bhubaneswar.

## Demografía
Según el censo de 2011 la población de Remuna era de 33378 habitantes, de los cuales 17052 eran hombres y 16326 eran mujeres. Remuna tiene una tasa media de alfabetización del 78,44%, superior a la media estatal del 72,87%: la alfabetización masculina es del 84,16%, y la alfabetización femenina del 72,47%.